# Nistagmo pendolare
Il nistagmo pendolare è un rarissimo movimento involontario effettuato dai bulbi oculari.

## Epidemiologia
La si riscontra maggiormente in età infantile

## Eziologia
Fra le cause che portano a tale manifestazione si annoverano presenza di tumori, malformazione di Chiari, sclerosi multipla, amaurosi congenita di Leber.

## Terapia
Come trattamento viene prevista la decompressione chirurgica.